# Veste Coburg
La fortalesa de Coburg, o Veste Coburg (també anomenat "Corona Francona"), és un dels castells més grans d'Alemanya.

## Situació
Està situat en un pujol que domina la ciutat de Coburg, en el límit de la frontera de Baviera amb Turíngia. Des del castell es pot veure a la frontera de Turíngia amb Baviera el "seu castell-germà" Veste Heldburg (també anomenat "Llum Francona"), que temps enrere fou la segona residència i pavelló de caça dels ducs de Coburg.

## Història
El Veste Coburg va ser la seu històrica del ducat independent de Coburg a Francònia, que ara és part de l'estat federat alemany de Baviera. Martí Luter va viure uns mesos en el Veste Coburg durant la Dieta d'Augsburg el 1530. Al segle xx, el castell va ser la residència del duc Carles Eduard de Saxònia-Coburg-Gotha, un net de la reina Victoria, qui també va ser (fins a 1919) el 2n. duc d'Albany en el Regne Unit.

## Museus actuals
El treball arqueològic dut a terme en la dècada de 1990 data la construcció dels primers elements del castell als segles XI, XII i principis del xiii. El segle xv va veure la construcció de substancials edificacions addicionals, incloent la construcció de la meitat superior de la (c. 1200) Torre Blava, la torrassa, el gran saló, la sala d'armes i la capella. La família ducal va abandonar el Veste com a residència al segle xvi, preferint el Palau de Ehrenburg a la ciutat de Coburg. D'acord amb el renascut interès del segle xix per l'Edat Mitjana, el duc Ernest I va dur a terme substancials restauracions, convertint el Veste en una residència romàntica en una varietat d'estils gòtics.
Molts dels canvis duts a terme per Ernest van ser modificats una altra vegada a principis del segle xx, quan l'estil historicista gòtic del segle xix va ser modificat per un estil menys romàntic i més acurado a l'aparença medieval alemanya. Aquests canvis (1905-1914) van ser fets per Bodo Eckhardt, i van tenir lloc durant el regnat del duc Carles Eduard.

El Veste Coburg alberga actualment diversos museus, incloent una col·lecció d'objectes d'art i pintures que van pertànyer a la família ducal de Saxònia-Coburg-Gotha, una gran col·lecció d'armes i armadures, significatius exemples dels primers carruatges i trineus moderns, i importants col·leccions de gravats, dibuixos i monedes. El nou Europäisches Museum für Modernes Glas (Museu Europeu de Vidre Modern), que va obrir les portes a l'octubre de 2008, està situat en la galeria del museu, i té una bona mostra de vidre contemporani.

## Galeria

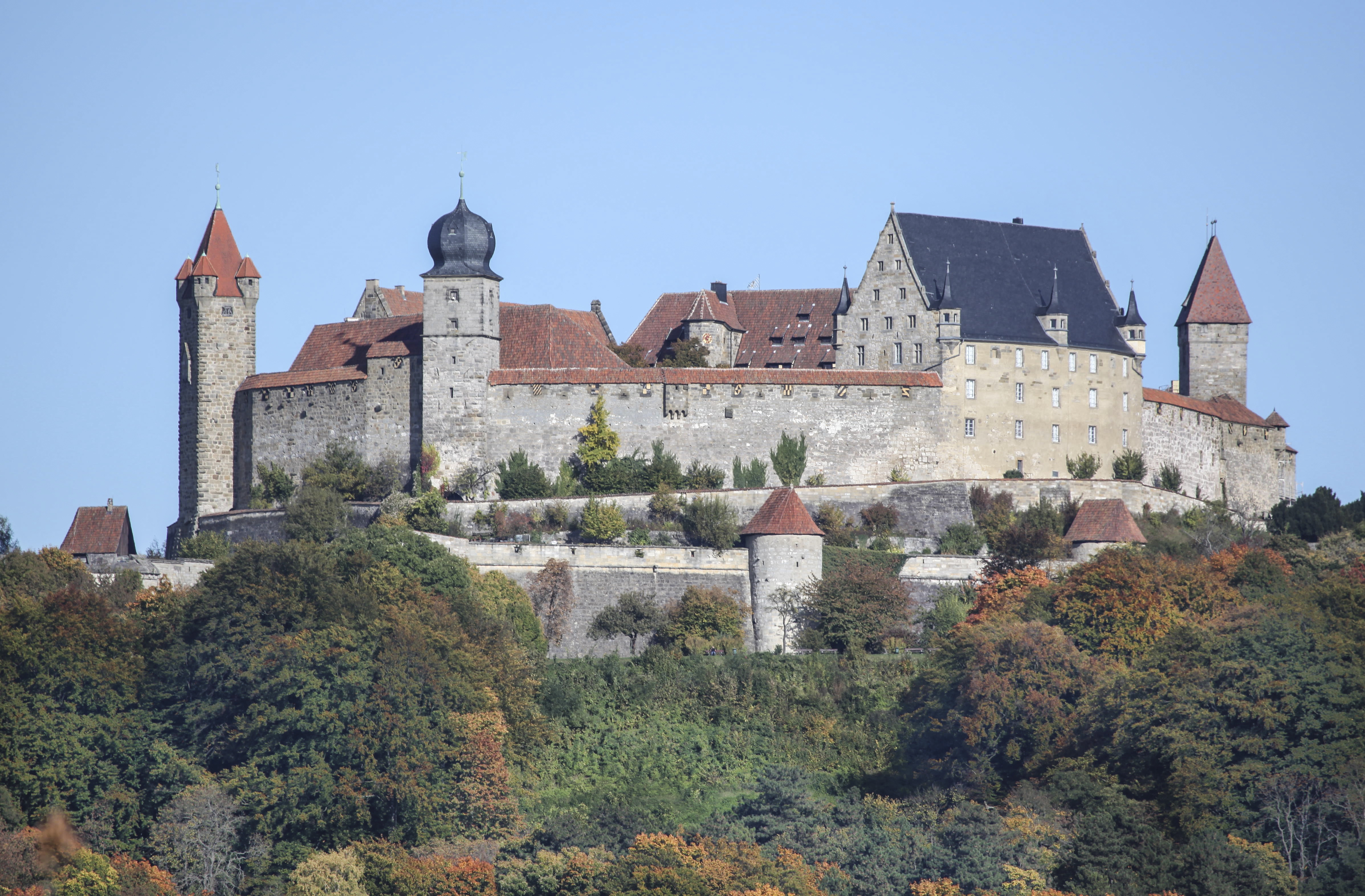
Vista del castell en 2010
Planta del castell
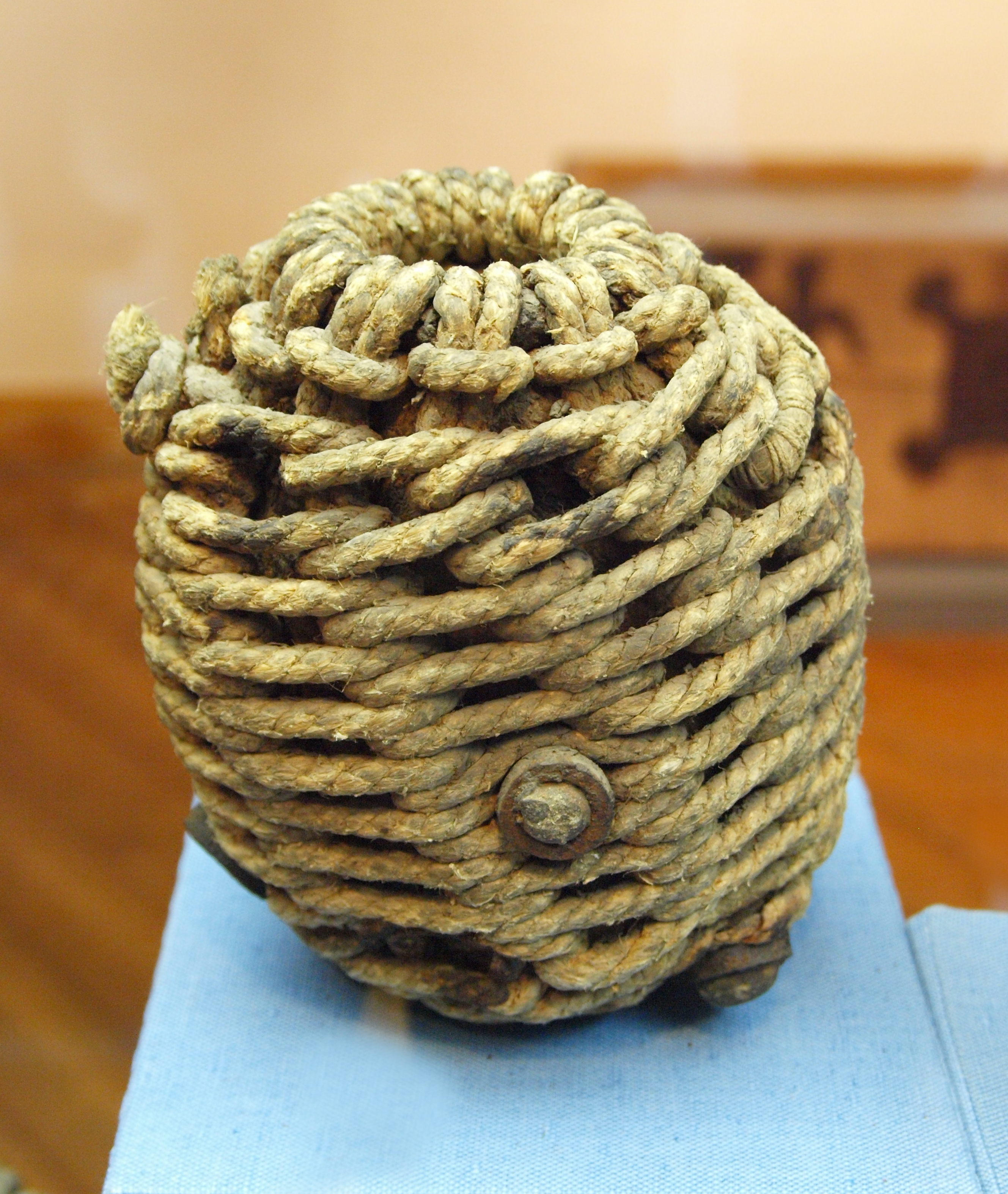
Bola de foc restaurada (s.XVII)